# Julika
Julika ist eine Variante des Vornamens Julia, der wiederum eine weibliche Variante des Namens Julius ist. Diese Namen haben ihren Ursprung in der lateinischen Sprache.

## Bekannte Namensträger
- Julika Brandestini (* 1980), deutsche literarische Übersetzerin
- Julika Griem (* 1963), deutsche Anglistin und Literaturwissenschaftlerin
- Julika Hoffmann (* 1998), deutsche Beachvolleyballspielerin
- Julika Jenkins (* 1971), deutsche Schauspielerin
- Julika Sandt (* 1971), deutsche Politikerin
- Julika Wagner-Hohenlobbese (* 1980), deutsche Schauspielerin